# Made in China 2025
Made in China 2025 (中国制造2025) est un plan stratégique national lancé en 2015 par le gouvernement chinois visant à transformer la Chine en une puissance manufacturière de premier plan. Cette initiative, inspirée du concept allemand « Industrie 4.0 », s'inscrit dans une stratégie plus large de modernisation industrielle et d'innovation technologique.
Ce programme définit dix secteurs prioritaires, incluant notamment les nouvelles technologies de l'information, la robotique avancée, les véhicules à énergie nouvelle et les nouveaux matériaux. Il fixe des objectifs précis de production nationale pour les composants et matériaux essentiels, visant à réduire la dépendance de la Chine envers les technologies étrangères.
Cette initiative a suscité des inquiétudes internationales, particulièrement aux États-Unis et en Europe, concernant les pratiques de transfert technologique forcé, les subventions étatiques massives et la concurrence déloyale potentielle. Elle est devenue l'un des points de tension majeurs dans les relations commerciales entre la Chine et ses partenaires occidentaux, notamment dans le contexte de la guerre commerciale sino-américaine débutée en 2018.

## Principe
Made in China 2025 est un programme stratégique chinois élaboré par le Premier ministre Li Keqiang et son cabinet en mai 2015. Pour le think tank américain, Center for Strategic and International Studies, il s'inspire principalement du modèle de développement industriel allemand appelé « Industrie 4.0 ».
Le programme MIC 2025 cherche à augmenter la qualité de production de la Chine. Il s'agit de promouvoir une transition de l'industrie et des compétences vers la production plus spécialisée - avec des investissements ciblés dans la recherche et le développement (R&D) et un accent sur l'innovation technologique.
Afin d'y parvenir le programme MIC 2025 est présenté par le ministère gouvernemental de l'Industrie et des Technologies de l'information en 2015, avec l'optique de devenir leader dans les secteurs de l'énergie propre, de la robotique, les technologies de l'information…
Le programme a depuis été en partie responsable de la guerre commerciale entre les États-Unis et la Chine. Depuis mi-décembre 2018, MIC 2025 ne figure plus dans les priorités que le gouvernement impose à ses provinces.[réf. nécessaire]

## Les industries
Les industries concernées sont les industries considérées comme industries clés dans le futur par le parti communiste chinois
| Secteur industriel                                | Description                                 |
| ------------------------------------------------- | ------------------------------------------- |
| Technologie de l'information                      | IA, IoT, applications intelligentes         |
| Robotique                                         | IA, apprentissage automatique               |
| Énergie durable et propulsion alternative         | efficacité énergétique, véhicule électrique |
| Aérospatiale                                      |                                             |
| Génie maritime et navires de techniques de pointe |                                             |
| Énergies                                          |                                             |
| Nouveaux matériaux                                |                                             |
| Médecine et dispositifs médicaux                  |                                             |
| Machinismes agricoles                             |                                             |
| Ferroviaire                                       | Grande vitesse ferroviaire                  |

Différentes compagnies nommées comme leaders des industries clés sont, :
- Baidu (Intelligence artificielle, véhicules autonomes)
- Alibaba (e-commerce)
- Tencent (e-commerce)
- Megvii (en) (Intelligence artificielle)
- DJI (Intelligence artificielle, drones)
- BAIC (véhicules aux nouvelles énergies (en))
- Geely (véhicules aux nouvelles énergies)
- BYD (véhicules aux nouvelles énergies)
- Huawei (semi-conducteurs, télécommunications et électronique grand public)
- BBK Electronics (électronique grand public)
- Xiaomi (électronique grand public)
- Aviation Industry Corporation of China (aérospatiale)
- CRRC (rail)
- Sinopharm (pharmaceutique)

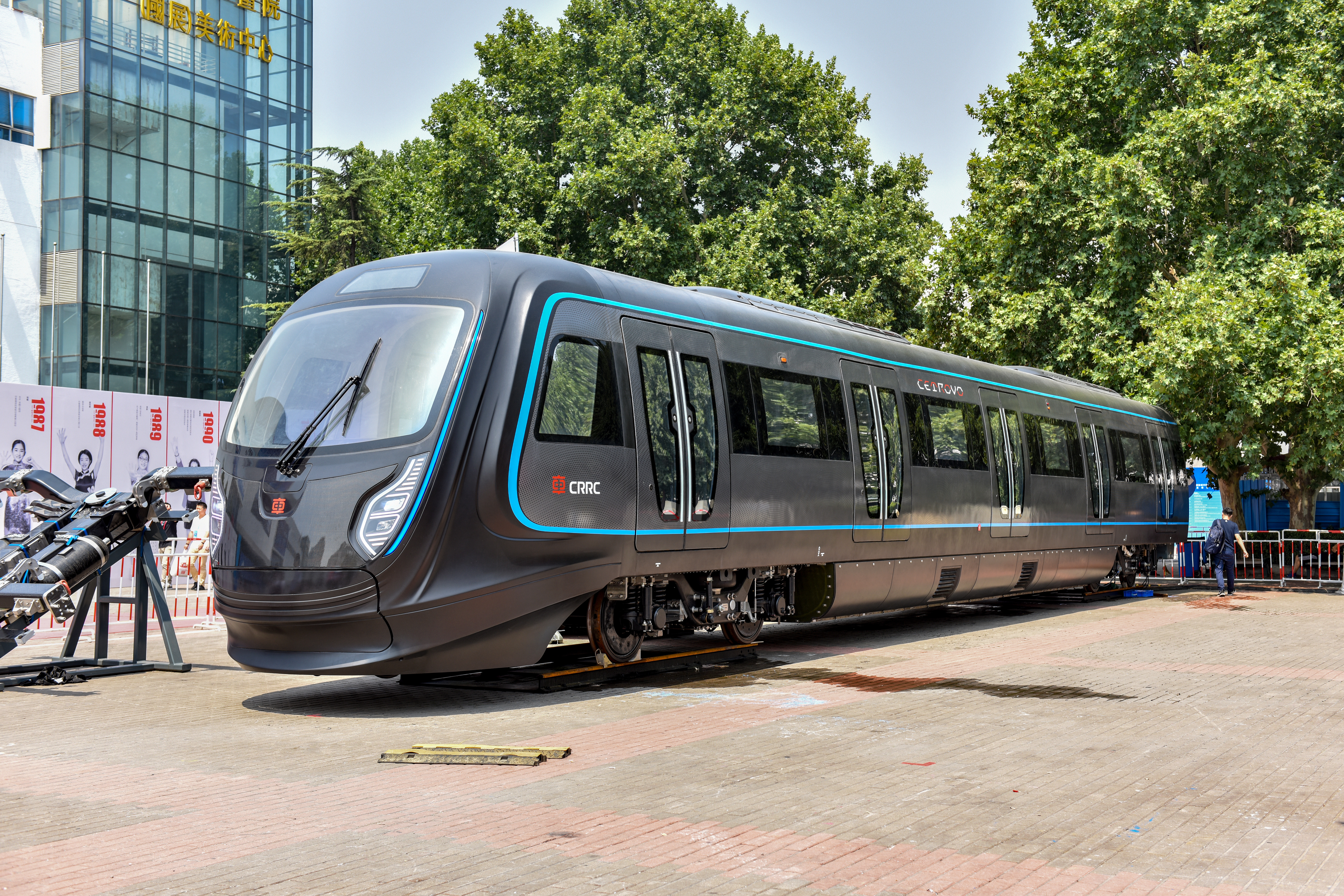
Concept de rame de métro en fibre de carbone.
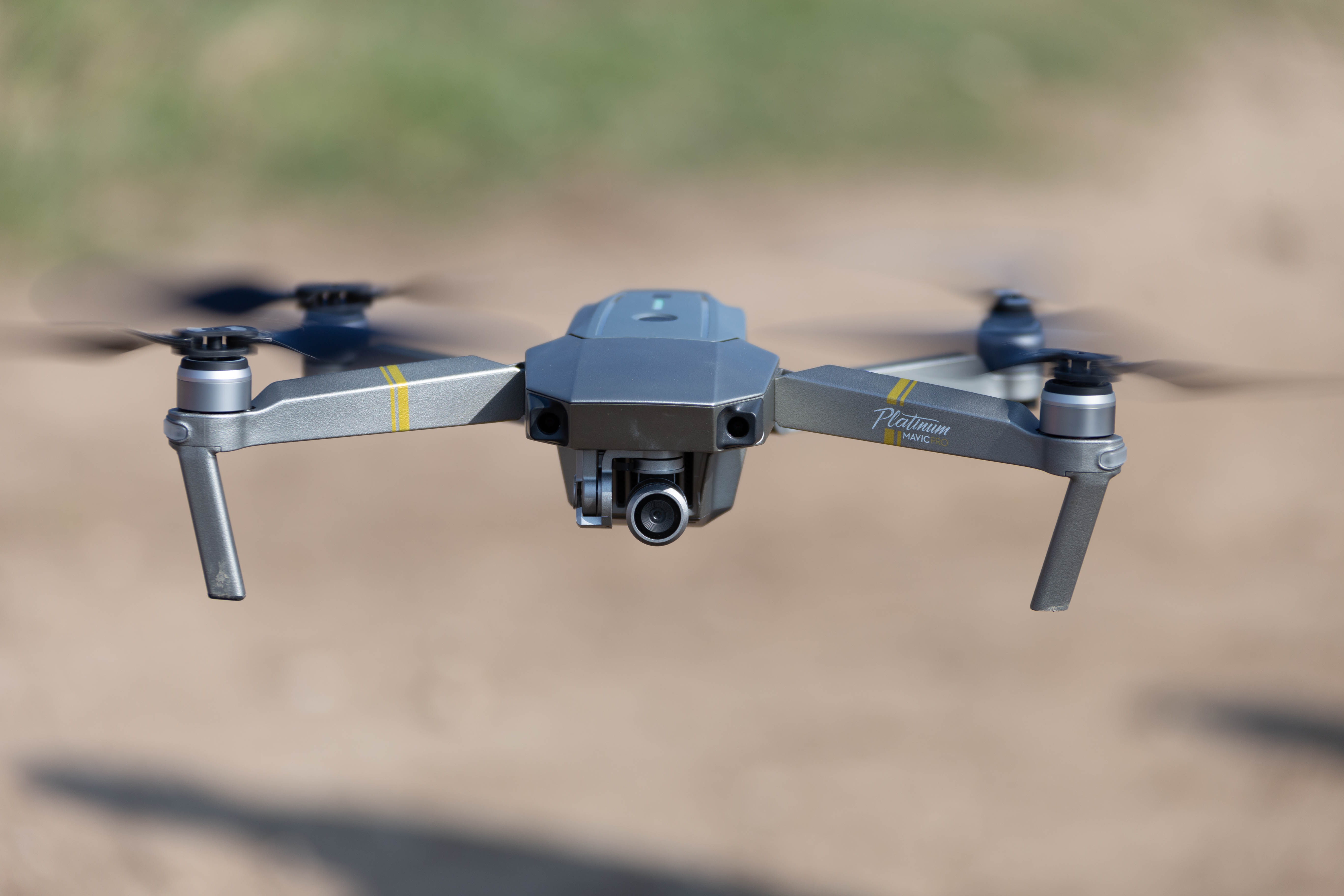
drone DJI Mavic Pro Platinum en vol
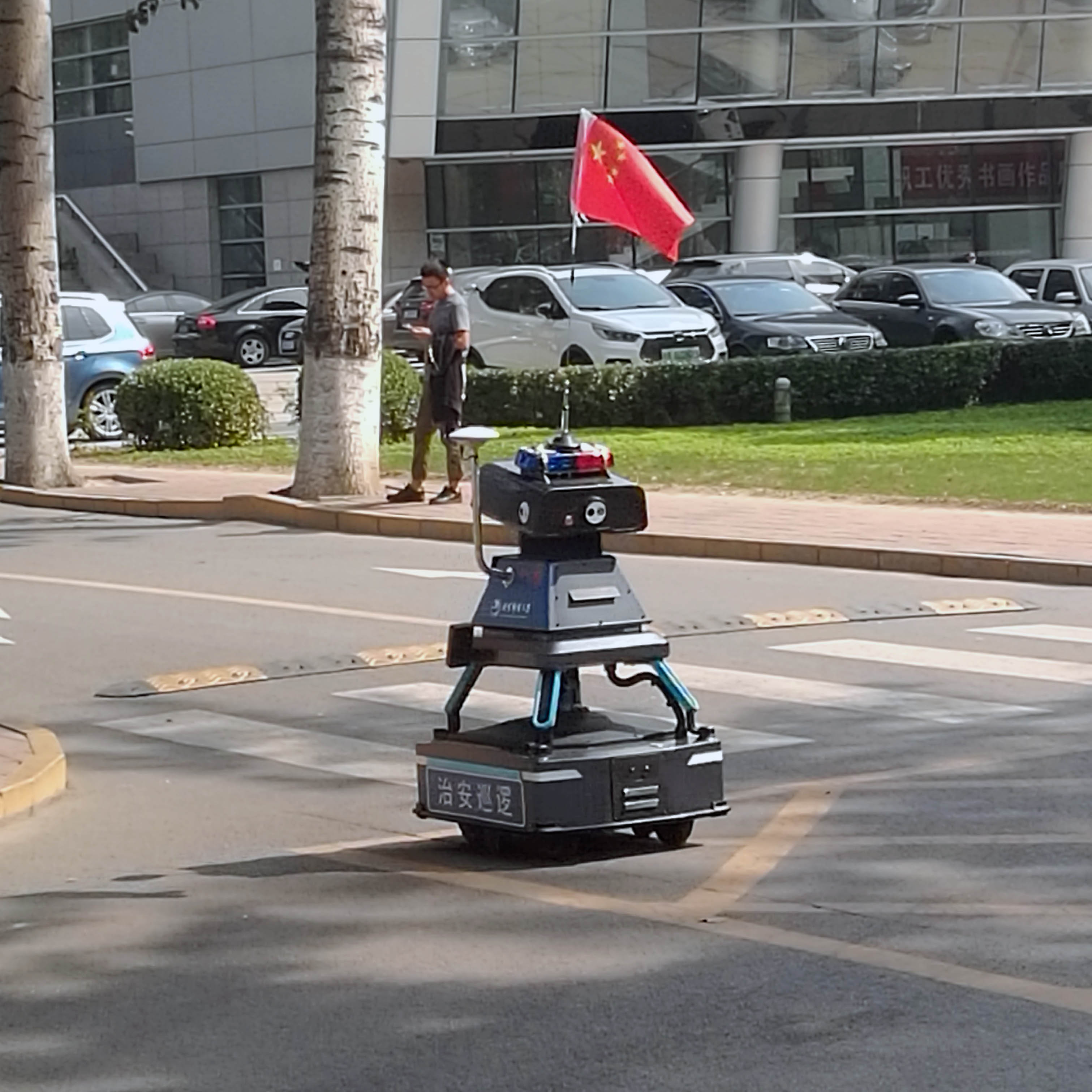
Robot de sécurité de campus à l'Université des postes et communications de Pékin (en).
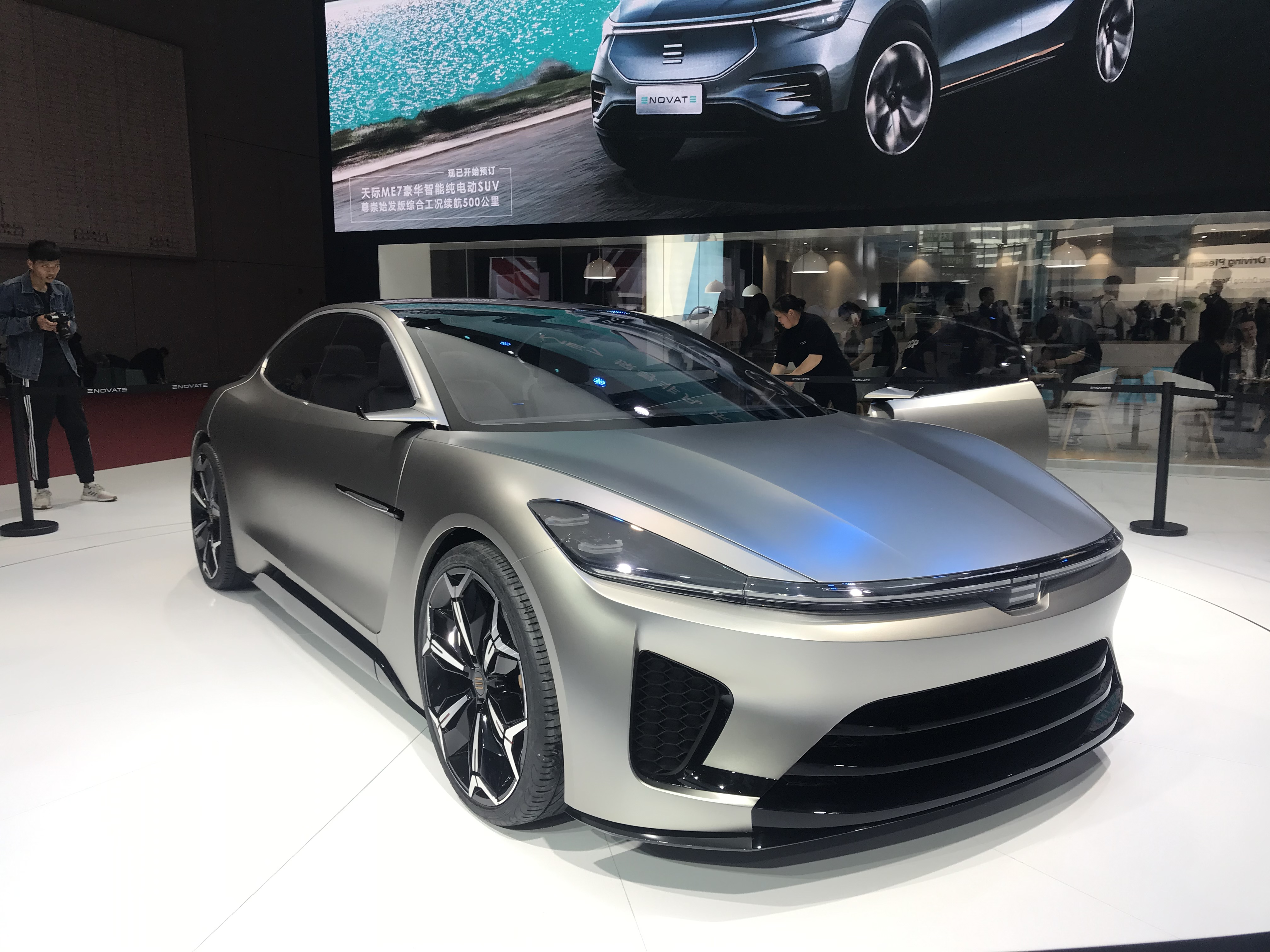
concept de véhicule électrique Enovate ME-S
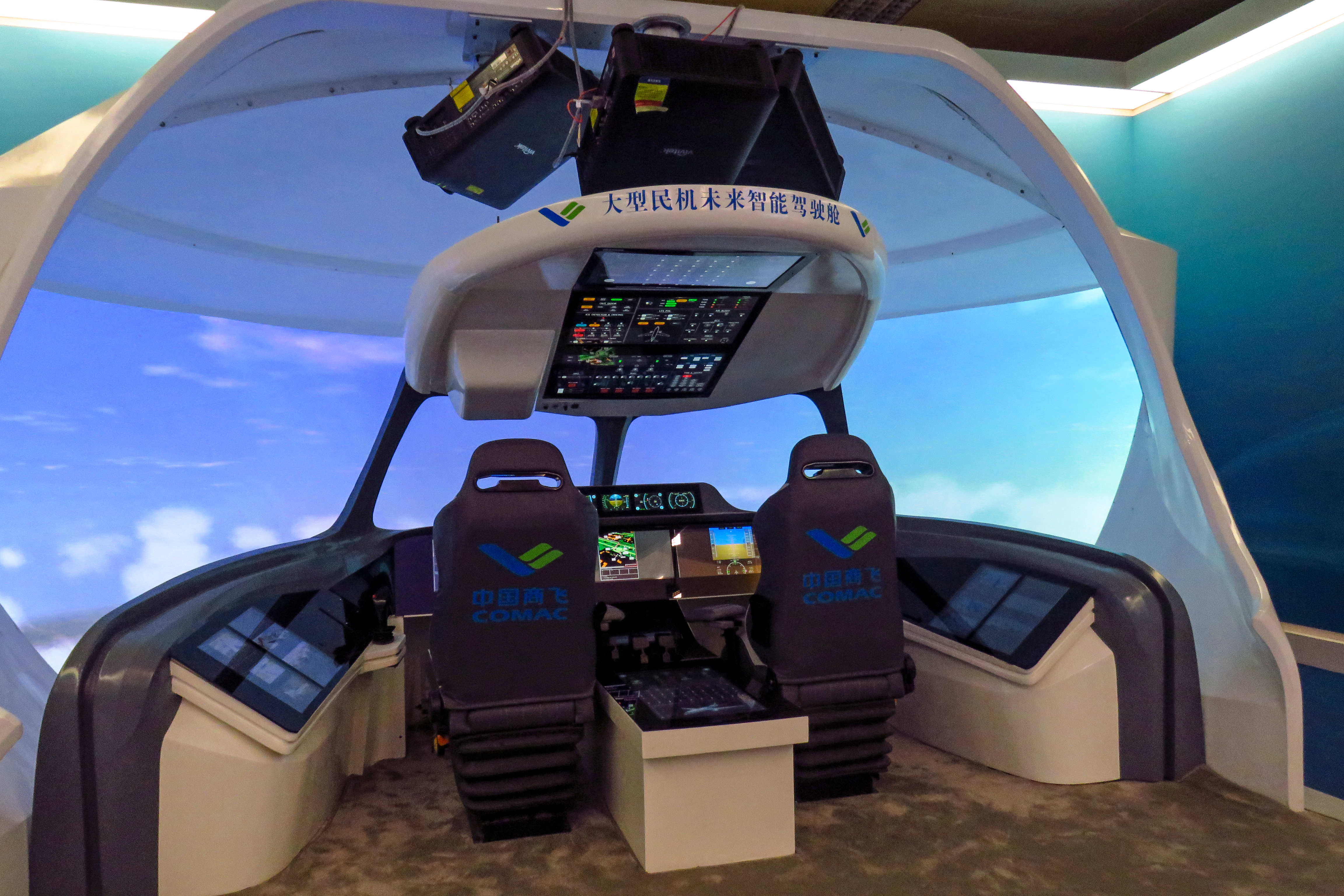
Maquette de cockpit mock d'un futur avion de COMAC

## Financement et bilan
Le montant du financement de l'État pour soutenir les industries établies par le plan n'a pas été rendu public, mais il est estimé être « de l'ordre de centaines de milliards de dollars » de financement de l'État, de prêts à faible taux d'intérêt, d'exonérations fiscales et de diverses subventions,. Ce montant comprend 2,9 milliards de dollars pour le Fonds de fabrication avancée et 20,2 milliards de dollars pour le Fonds national d'investissement pour l'industrie des circuits intégrés (en).
L'investissement de la Chine dans la 5G est vu comme faisant partie du programme Made in China 2025. Au début de l'année 2020, la Chine dispose d'environ 200 000 tours 5G en service ; d'ici la fin de l'année, elle vise à en avoir plus de 500 000, avec un objectif ultime de 5 millions. Dans son 14e plan quinquennal, le Congrès national du Parti communiste chinois approuve la dépense de 1 400 milliards de dollars en 5 à 6 ans pour construire des réseaux 5G, « installer des caméras et des capteurs pour créer des villes intelligentes, et intégrer ce réseau avec l'industrie pour accélérer les progrès dans la fabrication intelligente, ».
Barry Naughton (en), professeur et expert de la Chine à l'université de Californie à San Diego, se demande s'il est raisonnable pour la Chine, considérant qu'elle est encore un pays à revenu intermédiaire, de prendre « une part aussi disproportionnée des dépenses risquées impliquées dans le développement de nouvelles technologies ». Il commente que même si cela n'a pas de sens d'un point de vue purement économique, les décideurs chinois ont « d'autres considérations » lorsqu'ils mettent en œuvre leur politique industrielle, comme Made in China 2025.
Une analyse de 2024 du South China Morning Post révèle que parmi les plus de 260 objectifs proposés dans le cadre du plan, plus de 86 % des cibles sont atteintes. Le rapport indique que les objectifs dans des secteurs tels que les véhicules électriques et les énergies renouvelables sont largement dépassés, tous les objectifs en robotique, machinerie agricole, biopharmaceutique et génie maritime sont remplis, bien que certains objectifs tels que la photolithographie avancée, les avions de ligne intercontinentaux et les réseaux satellites à large bande ne soient pas atteints. Le secteur avec le taux d'achèvement le plus bas est celui des nouveaux matériaux, à 75 %.
En octobre 2024, Bloomberg publie une série d'articles soulignant les progrès constants de la Chine dans sa position de leader mondial dans les industries tournées vers l'avenir, malgré plus de six ans de tarifs douaniers, de contrôles à l'exportation et de sanctions financières des États-Unis. Les recherches de Bloomberg Economics et Bloomberg Intelligence concluent que l'initiative Made in China 2025, conçue pour assurer le leadership de la Chine dans les technologies émergentes, a été « un large succès ». Parmi les 13 technologies critiques suivies par Bloomberg, la Chine a atteint le leadership mondial dans cinq domaines : les trains à grande vitesse, le graphène, les drones, les panneaux solaires, et les véhicules électriques et les batteries au lithium, tout en comblant rapidement l'écart dans sept autres. La recherche souligne également une acceptation mondiale croissante des véhicules électriques chinois, une dépendance accrue aux smartphones chinois pour l'accès à Internet et l'adoption généralisée des panneaux solaires chinois pour l'énergie résidentielle,,.
Les rapports de Bloomberg soulèvent des préoccupations pour les États-Unis, suggérant que les politiques visant à contenir l'essor de la Chine pourraient involontairement isoler les États-Unis et avoir un impact négatif sur ses entreprises et ses consommateurs. Adam Posen, président du Peterson Institute for International Economics et chercheur pour divers gouvernements et banques centrales, met en garde : « L'essor technologique de la Chine ne sera pas entravé, et pourrait même ne pas être ralenti, par les restrictions américaines », sauf pour ces « mesures draconiennes » qui pourraient simultanément entraver l'innovation aux États-Unis et dans le monde,,.